# Jane Brissaud
Pour les articles homonymes, voir Brissaud.
Jane Brissaud (nom de jeune fille : Jane Thézier), née le 7 juillet 1934 à Flaviac et morte le 24 novembre 2020 à Grenoble, est une céiste française.
Elle remporte la médaille d'argent en canoë biplace par équipe mixte avec Gilbert Bonnaud aux Championnats du monde de slalom 1957 à Augsbourg. Elle siège ensuite dans les instances dirigeantes du canoë-kayak au niveau régional et national. Elle est aussi juge lors des Championnats du Monde et des Jeux olympiques.
Elle est la mère des kayakistes Frédéric, Laurent Brissaud et Manuel Brissaud.